# Deutscher Wasserball-Pokal (maschile)
La Deutscher Wasserball-Pokal Männer è la coppa nazionale di pallanuoto maschile tedesca. Viene organizzata annualmente dalla Deutscher Schimm-Verband sin dal 1972.
Il trofeo viene assegnato tramite un torneo ad eliminazione diretta a cui prendono parte le squadre della DWL e le migliori della precedente 2. Liga. Dopo tre turni eliminatori si disputa una finale a otto in sede unica, sempre ad eliminazione diretta.

## Albo d'oro
- 1972:  Duisburg
- 1973:  Cannstatt
- 1974:  Rote Erde Hamm
- 1975:  Rote Erde Hamm
- 1976:  Rote Erde Hamm
- 1977:  Rote Erde Hamm
- 1978:  Würzburg 05
- 1979:  Spandau
- 1980:  Spandau
- 1981:  Spandau
- 1982:  Spandau
- 1983:  Spandau
- 1984:  Spandau
- 1985:  Spandau
- 1986:  Spandau
- 1987:  Spandau
- 1988: non disputata
- 1989:  Duisburg
- 1990:  Spandau
- 1991:  Spandau
- 1992:  Spandau
- 1993:  Delphin Wuppertal
- 1994:  Spandau

- 1995:  Spandau
- 1996:  Spandau
- 1997:  Spandau
- 1998:  Waspo Hannover
- 1999:  Spandau
- 2000:  Spandau
- 2001:  Spandau
- 2002:  Spandau
- 2003:  Waspo Hannover
- 2004:  Spandau
- 2005:  Spandau
- 2006:  Spandau
- 2007:  Spandau
- 2008:  Spandau
- 2009:  Spandau
- 2010:  Duisburg
- 2011:  Spandau
- 2012:  Spandau
- 2013:  Duisburg
- 2014:  Spandau
- 2015:  Spandau
- 2016:  Bayer Uerdingen
- 2017:  Waspo Hannover

- 2018:  Waspo Hannover
- 2019:  Waspo Hannover
- 2020:  Spandau
- 2021:  Waspo Hannover
- 2022:  Waspo Hannover
- 2023:  Waspo Hannover
- 2024:  Spandau
- 2025:  Waspo Hannover

## Vittorie per squadra
| Pos. | Squadra           | Vittorie |
| ---- | ----------------- | -------- |
| 1    | Spandau           | 32       |
| 2    | Waspo Hannover    | 9        |
| 3    | Rote Erde Hamm    | 4        |
| 4    | Duisburg          | 4        |
| 5    | Cannstatt         | 1        |
| 5    | Delphin Wuppertal | 1        |
| 5    | Würzburg 05       | 1        |